# Andreas Almgren
Pour les articles homonymes, voir Almgren.
Andreas Almgren (né le 12 juin 1995) est un athlète suédois, spécialiste de la course à pied, sur des distances allant du 800 mètres au semi-marathon. Il est l'actuel détenteur du record d'Europe du 5 000 mètres et du 10 kilomètres.

## Biographie
Almgren commence sa carrière par le 800 mètres. En 2014, il remporte la médaille de bronze du 800 mètres lors des championnats du monde juniors d'Eugene, aux États-Unis, en battant à cette occasion son propre record de Suède junior en 1 min 45 s 65.
Au cours des années suivantes il monte en distance en établissant les records de Suède du 1 500, 3 000, 5 000, 10 kilomètres et du Semi-marathon. Ainsi, en 2022, il bat le record du 5 000 m, détenu depuis 1976 par Anders Gärderud. En 2024 il passe sous la barre des 13 min à Stockholm puis à Oslo.
Le 12 janvier 2025 à Valence, il bat le record d'Europe du 10 kilomètres, terminant au sprint pour une seconde devant le Suisse Dominic Lobalu. Le 15 juin 2025, lors du meeting de la ligue de diamant Bauhaus-Galan de Stockholm, il établit le nouveau record d'Europe du 5 000 mètres en 12 min 44 s 27. Il devient par la même occasion le 12e meilleur performeur de l'histoire du 5000 mètres.

## Palmarès
| Date | Compétition                            | Lieu      | Résultat | Épreuve       | Temps               |
| ---- | -------------------------------------- | --------- | -------- | ------------- | ------------------- |
| 2014 | Championnats du monde juniors          | Eugene    | 3e       | 800 m         | 1 min 45 s 65       |
| 2015 | Championnats d'Europe en salle         | Prague    | 4e       | 800 m         | 1 min 47 s 78       |
| 2017 | Championnats d'Europe par équipes      | Vaasa     | 3e       | 1 500 m       | 4 min 00 s 38       |
| 2022 | Championnats d'Europe                  | Munich    | 4e       | 5 000 m       | 13 min 26 s 48      |
| 2023 | Jeux européens                         | Chorzów   | 2e       | 5 000 m       | 13 min 25 s 70      |
| 2024 | Championnats d'Europe                  | Rome      | 4e       | 10 000 m      | 28 min 01 s 16      |
| 2024 | Championnats d'Europe de cross-country | Antalya   | 5e       | cross         | 22 min 34 s         |
| 2025 | 10 kilomètres de Valence               | Valence   | 1er      | 10 kilomètres | 26 min 53 s (AR)    |
| 2025 | Bauhaus-Galan                          | Stockholm | 1er      | 5 000 m       | 12 min 44 s 27 (AR) |

## Records
| Épreuve       | Épreuve   | Temps               | Lieu       | Date            |
| ------------- | --------- | ------------------- | ---------- | --------------- |
| 800 m         | Plein air | 1 min 45 s 59       | Sollentuna | 25 juin 2015    |
| 800 m         | Salle     | 1 min 46 s 56       | Stockholm  | 19 février 2015 |
| 1 500 m       | Plein air | 3 min 32 s (NR)     | Oslo       | 15 juin 2023    |
| 1 500 m       | Salle     | 4 min 04 s 68       | Uddevalla  | 24 février 2013 |
| 3 000 m       | Plein air | 7 min 37 s 05 (NR)  | Doha       | 5 mai 2023      |
| 3 000 m       | Salle     | 7 min 34 s 31 (NIR) | Liévin     | 17 février 2022 |
| 5 000 m       | Plein air | 12 min 44 s 27 (AR) | Stockholm  | 15 juin 2025    |
| 10 kilomètres | Plein air | 26 min 53 s (AR)    | Valence    | 12 janvier 2025 |
| Semi-marathon | Plein air | 59 min 23 s (NR)    | Barcelone  | 11 février 2024 |